# Mariano Álvarez Fernández
Mariano Alberto Álvarez Fernández (Barquisimeto, Edo. Lara; 22 de julio de 1952 – Caracas, 19 de enero de 2001) fue un actor venezolano.

## Biografía
Estudió actuación en la East 15 Acting School de Debden, Loughton, Essex (Reino Unido). Actuó en obras de teatro con otros actores de Venezuela como Fernando Gómez y Alejo Felipe. Fue un actor preocupado por todo lo que conlleva el proceso artístico desde el guion y la producción, hasta la dirección. Estudió actuación en el East 15 Acting School en Gran Bretaña para volver a Venezuela a trabajar en teatro, cine y televisión.
Entre sus trabajos destaca la película transmitida por Venevision con el protagonismo principal Jose Gregorio Hernández, el siervo de Dios, en 1990. Entre éstas también destaca la película dirigida por Diego Rísquez Manuela Sáenz (2000) que protagonizó en el papel de Simón Bolívar junto con Beatriz Valdés.
En televisión actuó en telenovelas como La Encantada (1988) compartiendo roles protagónicos con Claudia Venturini; Paraíso (1989-1990) en el papel de Nicolás Feo; Inés Duarte, secretaria (1990-1991) en el rol de Carlos Javier; Amor sin fronteras (1992) como Carlos Cruz en Venevisión; Por estas calles (1993-1994) en el papel del hermano del capo colombiano Mauro Sarría Vélez; Volver a vivir como Abelardo Fonseca (1996-1997); y Mujer secreta (1999) como el poderoso empresario José Manuel Valladares, en RCTV.
También protagonizó miniseries como Bolívar y Caminos que andan, ambas dirigidas por Betty Kaplan para Venezolana de Televisión; José Gregorio Hernández, el siervo de Dios (Venevisión, 1990), en el papel del médico luego convertido en santo, por la Iglesia católica.
En teatro compartió roles con Gustavo Rodríguez en la obra La Revolución. Actuó también en la obra de teatro Humboldt and Bonpland, taxidermistas como el científico Alexander von Humboldt; también en Cartas de Amor; e incluso como director y productor en otras obras de teatro como Lo que el mayordomo vio en el año 1996. 
El 29 de marzo de 2020, el presidente de Venezuela, Nicolás Maduro Moros, en plena pandemia del Coronavirus, solicitó permiso a Venevision para poder retransmitir en el canal Venezolana de Televisión, la película de Jose Gregorio Hernández, siervo de Dios y fue transmitido nuevamente el 3 de mayo de 2020. Este unitario fue protagonizado por este recordado actor.
Tuvo 2 hijos: Roberto Mariano y Mariano Roberto. Al fallecer estaba casado con Thamara García, con la que tuvo al hijo menor.
En una entrevista realizada por Marcos Salas en 1990, justamente cuando el éxito de Paraíso le brindaba amplio reconocimiento, Mariano Álvarez confesó: «La telenovela es un género que no me gusta, no puedo seguirle la línea, ya que resultan demasiado largas y generalmente los finales son previsibles. Por eso no me llaman la atención».

## Fallecimiento
En 1999, Mariano Álvarez debió abandonar su participación en la novela Mujer secreta, donde interpretaba al villano José Manuel Valladares, debido al avance de su enfermedad: esclerosis múltiple. Desde entonces no se le volvió a ver en pantalla hasta conocerse la lamentable noticia de su deceso. En mayo de 2015, el programa Detrás de las cámaras, conducido por Luis Olavarrieta en Televen, le brindó un homenaje.